# Miles in the Sky
Albums de Miles Davis
Nefertiti
(1968) Filles de Kilimanjaro
(1968)
Miles in the Sky est un album de jazz de Miles Davis sorti en 1968.

## Historique
Enregistré par le Miles Davis Quintet les 15 (4), 16 (3) et 17 (1) mai 1968 sauf pour Paraphernalia enregistré par le Miles Davis Quintet et George Benson (guitare) le 16 janvier 1968.
Avec cet album et aussi Filles de Kilimanjaro sorti en 1969, se fait la transition entre la dernière période acoustique de Davis et sa période électrique. Ce tournant va bientôt conduire au jazz-rock. Avec l'apparition aux claviers des pianos électriques et de la guitare de George Benson, on peut sentir l'imminence de In a Silent Way.
La guitare électrique fera son entrée chez Miles Davis avec Joe Beck (Circle in the Round) en 1967 mais il sera remplacé par Benson sur cet album et sur Circle in the Round. Héritier de Charlie Christian et de Wes Montgomery. Benson cédera sa place à John McLaughlin en 1969.

## Musiciens
- Miles Davis (trompette),
- Wayne Shorter (saxophone ténor),
- Herbie Hancock (piano, titres 2, 3 & 4, piano électrique, titres 1 & 2),
- Ron Carter (contrebasse, titres 2, 3 & 4; basse, titre 1),
- Tony Williams (batterie),
- George Benson (guitare électrique) titre 2.

## Titres
1. Stuff (M. Davis) 16:58
2. Paraphernalia (W. Shorter) 12:37
3. Black Comedy (T. Williams) 7:26
4. Country Son (M. Davis) 13:51
5. Black Comedy (Alternate Take) 6.25
6. Country Son (Alternate Take) 14.37